# Dolgani
Dolgani (en rus: Долганы) és un poble del krai de Perm, a Rússia, que pertany al districte rural de Bolxessosnovski. El 2010 tenia 7 habitants.